# بورجوس
بورجوس، (بالإنجليزية:  Burgos)‏، (سردينيا: Su Burgu)، هي بلدية في مقاطعة ساساري، في إقليم سردينيا الإيطالي، وتقع على بعد حوالي 130 كم (81 ميل) إلى الشمال من كالياري، وحوالي 50 كم (31 ميل) جنوب شرق ساساري. في 31 ديسمبر 2004، كان عدد سكانها 1023 نسمة ومساحة 18.3 كيلومتر مربع (7.1 ميل مربع).

## السكان
في سنة 1861 بلغ عدد السكان 682 نسمة، وتطور العدد ليصل في سنة 2011 لـ 944 نسمة.
يظهر هذا المخطط البياني تطور النمو السكاني لـ بورجوس

## توأمة
لبورجوس اتفاقيات توأمة مع:
- فيورانو مودينيزي